# شظاظ الضبي
شظاظ الضبي التميمي متمرد من الصعاليك في العصر الأموي،  (قالت عنه العرب ألص من شظاظ) هو صاحب مالك بن الريب التميمي وأبي حردبة المازني التميمي وغويث بن كعب بن حنظلة التميمي، فكانوا يسطون على قوافل الأغنياء باليمامة والبحرين ويوزعونها على فقراء بنو تميم وبنو ضبة.

## نسبه
ابوه : طالب بن الحارث بن باسل بن عامر بن أوس بن حجر بن عمرو بن الحارث بن تيم بن ذهل بن مالك بن بكر بن سعد بن ضبة بن أد بن طابخة بن إلياس بن مضر.

## سيرته
ولد شظاظ في خلافة عثمان بن عفان وادرك خلافة معاوية بن ابي سفيان وعاصر خلافة مروان بن الحكم وخلافة عبد الملك بن مروان،
ومع أنه لم يكن فقيراً، فأمه كانت ثرية من بني ذبيان، الا انه لم يكن انانيا، فقد كانت  تسوؤه حالة بعض الفقراء من أبناء قبيلته.

## الصعلكة
جمع شظاظ ثلة من الصعاليك مع مالك بن الريب وأبي حردبة المازني وغويث بن كعب بن حنظلة التميمي وغيرهم، وأفزعوا عابري الطرق والقوافل، وقد شاع خبرهم في أرجاء الدولة الأموية وتناقل الناس أخبارهم، فتجنبوا المرور في طرقاتهم وحذروا من مفاجآتهم، فطلبهم والي المدينة المنورة مروان بن الحكم فهربوا.
وكانت أفراد العصابة من الشعراء الصعاليك اللصوص يقطعون الطريق على قوافل الأثرياء ببطن فلج اليمامة ويخيفون السبيل فيه.                                                                                                                                                                                  وفيهم يقول الراجز:

## شعره
له شعر في كتاب أشعار اللصوص ومنه قوله:

## موته
ذكر ابن شهاب الزهري أن شظاظ الضبي شارك في معركة بين بني ضبة وبني غافق سنة 67 هـ، على إثر ثأر بينهم، فاقتتلوا في موضع يقال له الخرمة في عالية نجد، وقُتل شظاظ الضبي في المعركة ودفن هناك.
أما حسن جعفر نور الدين فقال (وأخيراً وبعد كر وفر، وحياة صاخبة مليئة بالمفاجات والمعاناة، وقع شظاظ الضبي في يد الحجاج بن يوسف الثقفي. ولم يجلد الحجاج حد السرقة التي كانت معمولا بها، إنما صلبه بالبصرة تشفّيا وانتقاماً.

## شظاظ في السينما والتليفزيون
2016 : مسلسل مالك بن الريب عن قصة حياة مالك بن الريب بطولة ياسر المصري. وقام بدور شظاظ الضبي الممثل أشرف طلفاح.